# Bromberger Dialekt
Der Bromberger Dialekt (in polnischer Standardsprache: Gwara bydgoska) ist ein regionaler Dialekt der polnischen Sprache in Bydgoszcz (dt. Bromberg). Der Dialekt bildete sich erst im 18. Jahrhundert in erster Linie aus der deutschen Sprache heraus. Nach dem Zweiten Weltkrieg verblasste der Dialekt. Seit 2012 gibt es Anstrengungen, den Dialekt zu bewahren.

## Beispiele
- ajnfach – einfach
- badeje – Badehosen
- firtel – Stadtteil
- bana – Eisenbahn
- ancug – Anzug
- worszt – Wurst
- bamber – Bauer
- bryle – Brille
- byksa – Büchse
- dekel – Deckel
- ja – ja
- klamoty – Klamotten
- korekt – in Ordnung
- kuch – Kuchen
- nudle – Nudeln
- rojber – Rabauke
- rychtyk, rychtych – richtig
- sznytka – Brotschnitte
- szneka z glancem – Schnecke (Gebäck)